# Henri-Dominique Saffrey
Henri-Dominique Saffrey OP, so mit dem Ordensnamen Dominique, auch in der Schreibweise Henri Dominique Saffrey, mit bürgerlichem Namen Henri Paul André Saffrey (* 10. April 1921 in Paris; † 19. Mai 2021 ebenda) war ein französischer Gräzist und Philosophiehistoriker auf dem Gebiet der antiken griechischen Philosophie, besonders des Neuplatonismus.

## Leben
Saffrey studierte zunächst an der École Centrale des Arts et Manufactures, die er 1944 abschloss. Im selben Jahr schloss er sich dem Orden der Dominikaner an und studierte Philosophie und Theologie an der dominikanischen Hochschule Le Saulchoir, die er 1952 mit dem Lizentiat in scholastischer Philosophie abschloss. Saffrey war dann dort zunächst Latinist und edierte 1954 den Kommentar des Thomas von Aquin zum Liber de causis, einem Buch, das Proklos’ Elemente der Theologie rezipiert. 1955 erschien eine Monographie zu den Fragmenten des Dialogs Περὶ φιλοσοφίας („Über die Philosophie“) des Aristoteles. In der Folge begab er sich an die Universität Oxford und erwarb dort 1961 mit einer kritischen Ausgabe des zweiten Buchs von Proklos’ Platonischer Theologie bei Eric Robertson Dodds einen DPhil. Von 1962 bis 1989 war er dann Chercheur in der Unité Propre de Recherche UPR 76, der späteren Unité Mixte de Recherche UMR 8230 des Centre national de la recherche scientifique, dem heutigen Centre Jean Pépin, zusammen mit Alain-Philippe Segonds, Joseph Combès, Marie-Odile und Richard Goulet. Von 1954 bis 1972 war er, teils zugleich, Professor für die Geschichte der antiken Philosophie am Couvent d’études von Le Saulchoir.
Saffreys Schwerpunkt lag auf der kritischen Edition und Interpretation bedeutender Schriften des griechischen Neuplatonismus der Spätantike von Porphyrios bis Damaskios. Sein Hauptwerk ist die monumentale Edition der Platonischen Theologie des Proklos, die er gemeinsam mit Leendert Gerrit Westerink und nach dessen Tod 1990 mit Alain-Philippe Segonds in sechs Bänden von 1968 bis 1997 in der Collection des Université de France veröffentlichte. Die Prosopographie des athenischen Neuplatonismus um Proklos in der Einleitung zum ersten Band dieser Edition war die Inspirationsquelle für das von Richard Goulet herausgegebene Dictionnaire des philosophes antiques. Zum Abschluss der Edition wurde 1998 in Löwen ein Seminar Proclus et la Théologie Platonicienne abgehalten. Weitere kritische Editionen widmete er gemeinsam mit Alain-Philippe Segonds dem Brief an Anebon des Porphyrios und der Antwort an Porphyrios des Iamblichos, die erst von Marsilio Ficino mit dem Titel De mysteriis versehen wurde. Die Schrift des Marinos Proclus ou sur le bonheur gab er ebenfalls gemeinsam mit Alain-Philippe Segonds heraus. Er arbeitete darüber hinaus zur Ikonologie und Kodikologie sowie zur Geschichte des Humanismus. Schließlich übersetzte er unter anderem auch Dodds’ Buch Pagan and Christian in an Age of Anxiety (im Original 1965) und Wilhelm Krolls lateinisch abgefasste Schrift De oraculis Chaldaicis („Über die chaldäischen Orakel“, im Original 1894) ins Französische.

## Schriften (Auswahl)
Textkritische Editionen
- Proclus, Théologie platonicienne. Tome 1, Introduction. Livre I; éd. et tr. Leendert Gerrit Westerink & Henri-Dominique Saffrey. Paris: les Belles Lettres, 1968. (Collection des Universités de France). cxcv-298 S. ISBN 2-251-00284-7.
- Proclus, Théologie platonicienne. Tome 2, Livre II; éd. et tr. Leendert Gerrit Westerink & Henri-Dominique Saffrey. Paris: les Belles Lettres, 1974. (Collection des Universités de France). xcv-216 S. ISBN 2-251-00285-5.
- Proclus, Théologie platonicienne. Tome 3, Livre III; éd. et tr. Leendert Gerrit Westerink & Henri-Dominique Saffrey. Paris: les Belles Lettres, 1978. (Collection des Universités de France). cxix-261 S. ISBN 2-251-00286-3.
- Proclus, Théologie platonicienne. Tome 4, Livre IV; éd. et tr. Leendert Gerrit Westerink & Henri-Dominique Saffrey. Paris: les Belles Lettres, 1978. (Collection des Universités de France). xcix-316 S. ISBN 2-251-00287-1.
- Proclus, Théologie platonicienne. Tome 5, Livre V; éd. et tr. Leendert Gerrit Westerink & Henri-Dominique Saffrey. Paris: les Belles Lettres, 1987. (Collection des Universités de France). ciii-376 S. ISBN 2-251-00386-X
- Proclus, Théologie platonicienne. Tome 6, Livre VI. Index général; éd. et tr. Leendert Gerrit Westerink & Henri-Dominique Saffrey. Paris: les Belles Lettres, 1997. (Collection des Universités de France). cxxxiii-224 S. ISBN 2-251-00462-9.
- Marinus, Proclus ou sur le bonheur; éd. et tr. par Henri-Dominique Saffrey et Alain-Philippe Segonds. Paris: les Belles Lettres, 2001. (Collection des Universités de France). Clxxvi-236 S. ISBN 978-2-251-00496-9.
- Porphyre, Lettre à Anébon. Texte établi, traduit et commenté par Henri-Dominique Saffrey et Alain-Philippe Segonds. Paris: les Belles Lettres, 2012. (Collection des Universités de France). cxix-92 S. ISBN 978-2-251-00576-8.
- Jamblique, Réponse à Porphyre (De mysteriis). Texte établi, traduit et annoté par Henri-Dominique Saffrey et Alain-Philippe Segonds. Paris: les Belles Lettres, 2013. (Collection des Universités de France). clvi-364 S. ISBN 978-2-251-00580-5.
- Sancti Thomae de Aquino Super librum de causis expositio (Textus Philosophici Friburgenses 4-5, éd. Joseph Maria Bocheński). Fribourg-Louvain, Société Philosophique, Éditions E. Nauwelaerts, 1954, LXXIV, 150 S. Deuxième édition, Paris, Librairie philosophique J. Vrin, 2002.

Monographien, Herausgeberschaften, Artikel
- Le περὶ φιλοσοφίας d’Aristote et la théorie platonicienne des idées-nombres. Leiden: Brill 1955. (Philosophia antiqua, 7).
- mit Jean Pépin (Hrsg.): Proclus lecteur et interprète des anciens. Paris: Éditions du CNRS, 1987, ISBN 2-222-04043-4.
- Recherches sur la tradition platonicienne au Moyen Âge et à la Renaissance. Paris: J. Vrin, 1987. (Vrin-reprise). 255 S. ISBN 2-7116-0950-2.
- Recherches sur le néoplatonisme après Plotin. Paris: J. Vrin, 1990. (Histoire des doctrines de l’Antiquité classique, 14). 317 S. ISBN 2-7116-1024-1 (kleine Schriften).
- Histoire de l’Apôtre Paul ou faire chrétien le monde. Paris: Éditions du Cerf 1991. 203 S. ISBN 2-204-04269-2. Nouvelle édition revue, corrigée et augmentée. Paris: Desclée de Brouwer, 2007. 268 S. ISBN 978-2-220-05757-6.
- Proclus, Hymnes et prières. Traduits du grec et présentés par H.-D. Saffrey. Paris: Arfuyen, 1994. 95 S. ISBN 2-908825-35-X.
- Les débuts de la théologie comme science (iiie – vie siècle). In: Revue des Sciences philosophiques et théologiques 80, 1996, S. 201–220.
- Le Néoplatonisme après Plotin. Paris: J. Vrin, 2000. (Histoire des doctrines de l’Antiquité classique, 24). ix-318 S. ISBN 978-2-7116-1476-9 (weitere kleine Schriften).
- Humanisme et imagerie aux xve et xvie siècles. Études iconologiques et bibliographiques. Paris: J. Vrin, 2003. (De Pétrarque à Descartes, LXXII). XVI-272 S. ISBN 2-7116-1668-1.
- mit Aubrey Diller und L. G. Westerink: Bibliotheca Graeca Manuscripta Cardinalis Dominici Grimani (1461–1523). (Bibliotheca Nazionale Marciana, Collana di Studi 1). Venedig: Edizioni della Laguna, 2003. XII + 211 S. ISBN 88-8345-150-3.
- L’héritage des anciens au Moyen Âge et à la Renaissance. Paris: J. Vrin, 2003. (Histoire des doctrines de l’Antiquité classique). 320 S. ISBN 978-2-7116-1596-4.

Wissenschaftliche Übersetzungen
- Peter Kingsley: Dans les antres de la sagesse. Étude parménidienne. Traduit de l’anglais par Henri-Dominique Saffrey. Paris: les Belles Lettres, 2007. (Collection "Vérité des mythes"). 212 S. ISBN 978-2-251-32442-5.
- Eric R. Dodds: Païens et chrétiens dans un âge d’angoisse. Aspects de l’expérience religieuse de Marc Aurèle à Constantin. Traduit de l’anglais par Henri-Dominique Saffrey. Paris: les Belles Lettres, 2007; 2e éd. augmentée d’une postface de Georges Devereux, 2010. (L’âne d’or, 33). 174 S. ISBN 978-2-251-42040-0.
- Nigel Guy Wilson: De Byzance à l’Italie. L’enseignement du grec à la Renaissance. Traduit de l’anglais par Henri-Dominique Saffrey. Paris: les Belles Lettres, 2015. (L’âne d’or, 48). ISBN 978-2-251-42058-5.
- Wilhelm Kroll: Discours sur les oracles chaldaïques. Traduit du latin par Henri-Dominique Saffrey. Paris: J. Vrin, 2016. (Textes et tradition, 28). ISBN  978-2-7116-2746-2.